# Yamadazyma akitaensis
Yamadazyma akitaensis är en svampart som först beskrevs av K. Kodama, och fick sitt nu gällande namn av Kurtzman & M. Suzuki 2009. Yamadazyma akitaensis ingår i släktet Yamadazyma och familjen Pichiaceae.   Inga underarter finns listade i Catalogue of Life.